# Sonoya Mizuno
Sonoya Mizuno (Tokio, 1 juli 1986) is een Brits-Japans actrice, model en danser.

## Carrière
Mizuno werd geboren in Japan maar groeide op in het Verenigd Koninkrijk. Ze studeerde af aan het Royal Ballet School als danser. Ze danste bij verschillende ballethuizen zoals het Semperoper Ballet, Ballet Ireland, New English Ballet Theatre en Scottish Ballet. Sinds haar twintigste is ze ook actief als model. In 2014 verscheen ze in werk van Arthur Pita in het Greenwich Dance en Royal Opera House. In 2012 speelde ze mee in Venus in Eros en in 2014 in Ex Machina. Verder had ze kleine rollen in La La Land, Beauty and the Beast en Annihilation.
In Crazy Rich Asians kreeg ze een van de hoofdrollen. In 2022 kreeg ze in House of the Dragon een hoofdrol als Mysaria.